# Grupa Australijska

Państwa członkowskie Grupy Australijskiej

Grupa Australijska – nieformalna organizacja utworzona w 1985 roku w celu redukcji rozprzestrzeniania broni biologicznej i chemicznej poprzez kontrolę eksportu i wzajemną pomoc w ujednolicaniu państwowych przepisów eksportowych w zakresie związanym ze stosowaniem Konwencji o zakazie broni biologicznej i Konwencji o zakazie broni chemicznej.
Początkowo GA składała się z 15 państw założycielskich. Obecnie zrzesza 41 członków, w tym wszystkie kraje Organizacji Współpracy Gospodarczej i Rozwoju poza Meksykiem.
Członkami organizacji są Argentyna, Australia, Austria, Belgia, Bułgaria, Chorwacja, Cypr, Czechy, Dania, Estonia, Finlandia, Francja, Grecja, Hiszpania, Holandia, Irlandia, Islandia, Japonia, Kanada, Komisja Europejska, Korea Południowa, Litwa, Łotwa, Luksemburg, Malta, Niemcy, Norwegia, Nowa Zelandia, Polska, Portugalia, Rumunia, Słowacja, Słowenia, Szwajcaria, Szwecja, Turcja, Ukraina, Węgry, Wielka Brytania, Włochy i Stany Zjednoczone.
Delegacje członków Grupy Australijskiej spotykają się corocznie w Paryżu pod przewodnictwem Australii.